# Papa Silvestar
U povijesti je nekoliko papa nosilo ime Silvestar :
- Silvestar I. (314. – 335.)
- Silvestar II. (999. – 1003.)
- Silvestar III. (1045.)

te jedan protupapa:
- Silvestar IV., protupapa (1105. – 1111.)